# ريغي كورنيل
ريغي كورنيل (بالإنجليزية: Reggie Cornell)‏ هو مدرب خيول أمريكي، ولد في 1 أغسطس 1922 في أوكفيل في كندا، وتوفي في 21 فبراير 1979.